# Марія Антонія Іспанська
Марія Антонія Фернанда Іспанська (ісп. María Antonia Fernanda de España; 17 листопада 1729, Севілья — 19 вересня 1785, Монкальєрі) — іспанська інфанта, в шлюбі — королева Сардинії.

## Життєпис
Марія Антонія Фернанда Іспанська народилася в королівському палаці в Севільї під час укладення мирного договору, що завершив англо-іспанську війну . Вона була молодшою дочкою короля Іспанії Філіпа V і його другої дружини Єлизавети Фарнезе. Принцеса була хрещена під іменами Марія і Антонія, а ім'я Фернанда дівчинка отримала пізніше на честь свого єдинокровного брата і тодішнього спадкоємця престолу — Фердинанда. Будучи дочкою іспанського короля, Марія Антонія з народження носила титул інфанти і іменувалася Її Королівська високість. Дитинство Марії Антонії до 1733 року проходило в Севільї, потім дівчинку перевезли до Мадриду .
Планувалося подвійне весілля Марії Антонії та її брата Філіпа з французьким дофіном Людовіком Фердинандом і його старшою сестрою Луїзою Єлизаветою відповідно; мати Марії Антонії дала згоду на обидва шлюби, проте наполягала на тому, що її дочка вступить у шлюб після досягнення більш зрілого віку. Такий варіант не влаштовував дофіна і в 1744 році  він одружився зі старшою сестрою інфанти — Марією Терезою. Після смерті Марії Терези в 1746 році новий король Іспанії Фернандо VI відновив переговори про шлюб Марії Антонії з французьким дофіном, проте король Людовик XV відкинув цю ідею і дофін одружився з саксонською принцесою Марією Жозефою. Старший брат Марії Жозефи Фрідріх Крістіан також бажав одружитися з Марією Антонією, проте успіху не досяг  .
12 квітня 1750 року в Мадриді між Марією Антонією та Віктором Амадеєм, герцогом Савойським, старшим сином сардинского короля Карла Еммануїла III і його другої дружини Поліксени Гессен-Рейнфельс-Ротенбурзької, був укладений шлюб за дорученням; інша церемонія відбулася 31 травня в Ульксі . Шлюб був організований царственим братом Марії Антонії і був покликаний зміцнити відносини між Мадридом і Турином, що опинилися по різні боки барикад під час війни за австрійську спадщину . Спеціально до весілля композитор Бальдассаре Ґалуппі написав кілька опер. Як весільний подарунок апартаменти герцогині Савойської в туринському Палаццо Реале були перебудовані за проектом Бенедетто Альфьєрі. У придане Марія Антонія отримала 3,5 мільйона пємонтських лір, а також іспанські володіння в Мілані  .
Шлюб не був популярний при савойському дворі , проте, Марія Антонія і Віктор Амадей були щасливі в шлюбі. З моменту його укладення і до сходження Віктора Амадея на сардинський престол Марія Антонія носила титул Її Королівська високість герцогиня Савойська . Герцогське подружжя оточувало себе сучасними мислителями і діячами різних політичних напрямків. Марія Антонія принесла до Савойського двору строгий іспанський етикет; герцогиня була дуже релігійною, а сучасники описували її як особистість холодну і в той же час сором'язливу . За різними даними, Марія Антонія стала матір'ю дев'яти  / дванадцяти дітей, з яких тільки двоє мали дітей .
Свекор Марії Антонії помер ув 1773 році і її чоловік став королем Сардинії, а спадкоємцем престолу їх старший син Карл Еммануїл. У 1773 році Карл Еммануїл одружився з дочкою французького дофіна Марії Клотільде. Марія Антонія і Марія Клотільда були дуже близькі .
Марія Антонія померла у вересні 1785 року в замку Монкальєрі в однойменному передмісті Турина  і була похована в королівській базиліці Суперга. Віктор Амадей помер в 1796 році, будучи вдівцем.

## Родина

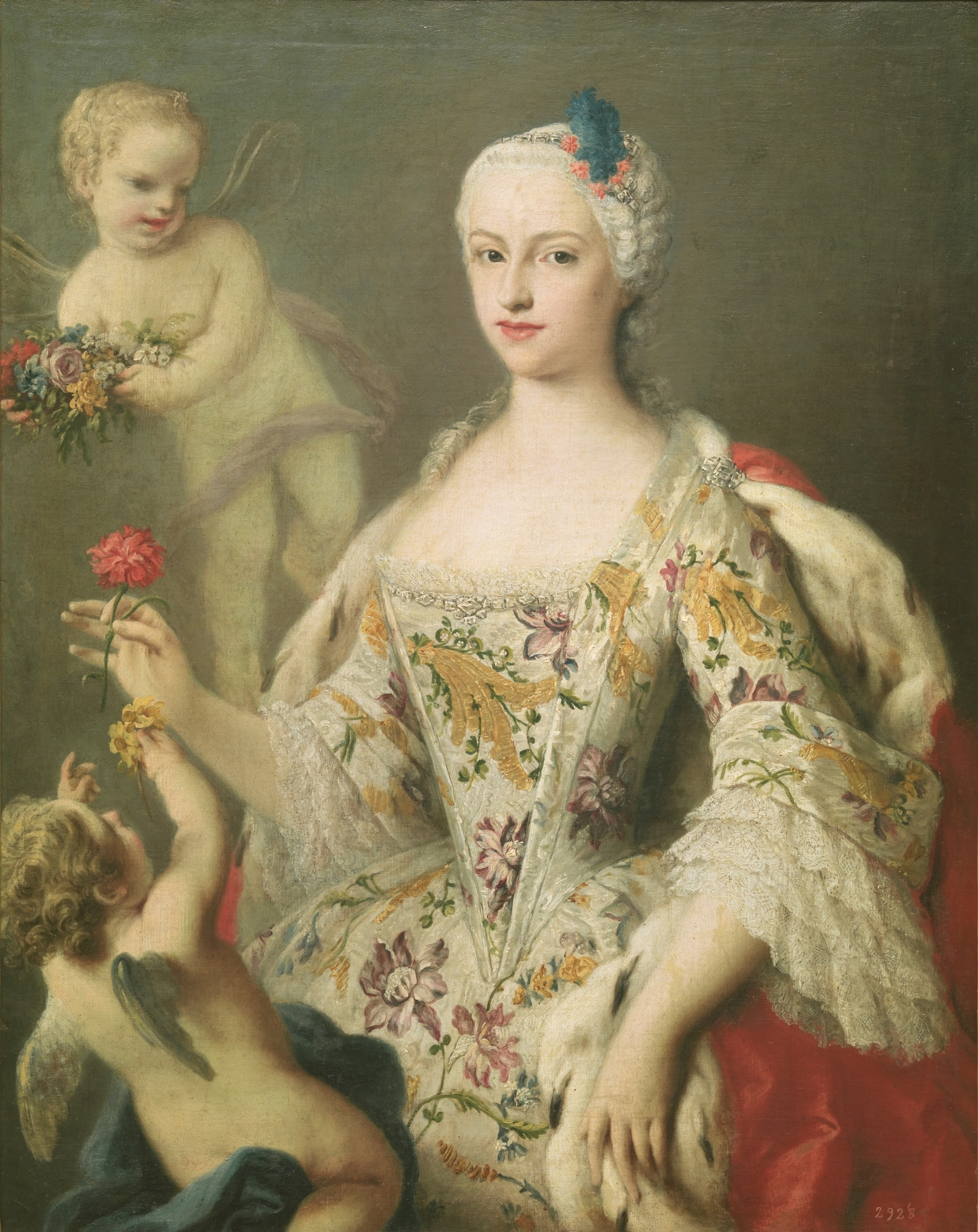

Чоловік — Віктор Амадей III, король Сардинії
Діти  :
- Карл Еммануїл Фердинанд Марія (24 травня 1751 — 6 жовтня 1819) — король Сардинії і П'ємонту; був одружений із Марією Клотільдою, донькою французького дофіна Людовика Фердинанда і Марії Жозефи Саксонської. Дітей не мав [18] .
- Марія Жозефіна Луїза (2 вересня 1753 — 13 листопада 1810) — була одружена з французьким королем у вигнанні Людовіком XVIII. Дітей не мала [18].
- Марія Тереза (31 січня 1756 — 2 червня 1805) — була одружена з Шарлем Філіпом, графом Артуа, який в 1824 році зійшов на французький престол під ім'ям Карла X. У шлюбі з Шарлем Марія Терезія народила двох синів і двох дочок [18] .
- Марія Анна Кароліна Карлотта Габріелла (17 грудня 1757 — 11 жовтня 1824) — була одружена зі своїм дядьком Бенедиктом Савойським, герцогом Шабле. Дітей не мала [17].
- Віктор Еммануїл (27 липня 1759 — 10 грудняь 1824) — король Сардинії і П'ємонту; був одружений із Марією Терезією, дочкою австрійського ерцгерцога Фердинанда і Марії Беатріче д'Есте. У шлюбі з Марією Терезою у Віктора Еммануїла народилося п'ять дочок і один син, який помер в дитинстві [19] .
- Мауріціо Джузеппе Марія (13 грудня 1762 — 2 вересня 1799) — герцог Монферрат; одружений не був, дітей не мав [17] .
- Марія Кароліна Антуанетта Аделаїда (17 січня 1764 — 28 грудня 1782) — була одружена з саксонським принцом Антоном, який у 1827 році став королем Саксонії. Дітей не мала [18] .
- Карл Фелікс Джузеппе Марія (6 квітня 1765 — 27 квітня 1831) — король Сардинії і П'ємонту; був одружений із Марією Христиною, донькою сицилійського короля Фердинанда I і Марії Кароліни Австрійської. Дітей не мав [20].
- Джузеппе Бенедетто Марія Пласідо (5 жовтня 1766 — 29 жовтня 1802) — граф Морьєн і Асті ; одружений не був, дітей не мав [17] .

Також, згідно з деякими джерелами, у королівського подружжя було троє дітей, померлих в дитинстві або новонародженими: Марія Єлизавета Карлотта (16 липня 1752 — 17 квітня 1753), Амадей Александр (5 жовтня 1754 — 29 квітня 1755) і Марія Христина Жозефіна (21 листопада 1760 — 19 травня 1768) .